# Unsere Liebe Frau von Mantara
Koordinaten: 33° 31′ 40,9″ N, 35° 22′ 47,6″ O

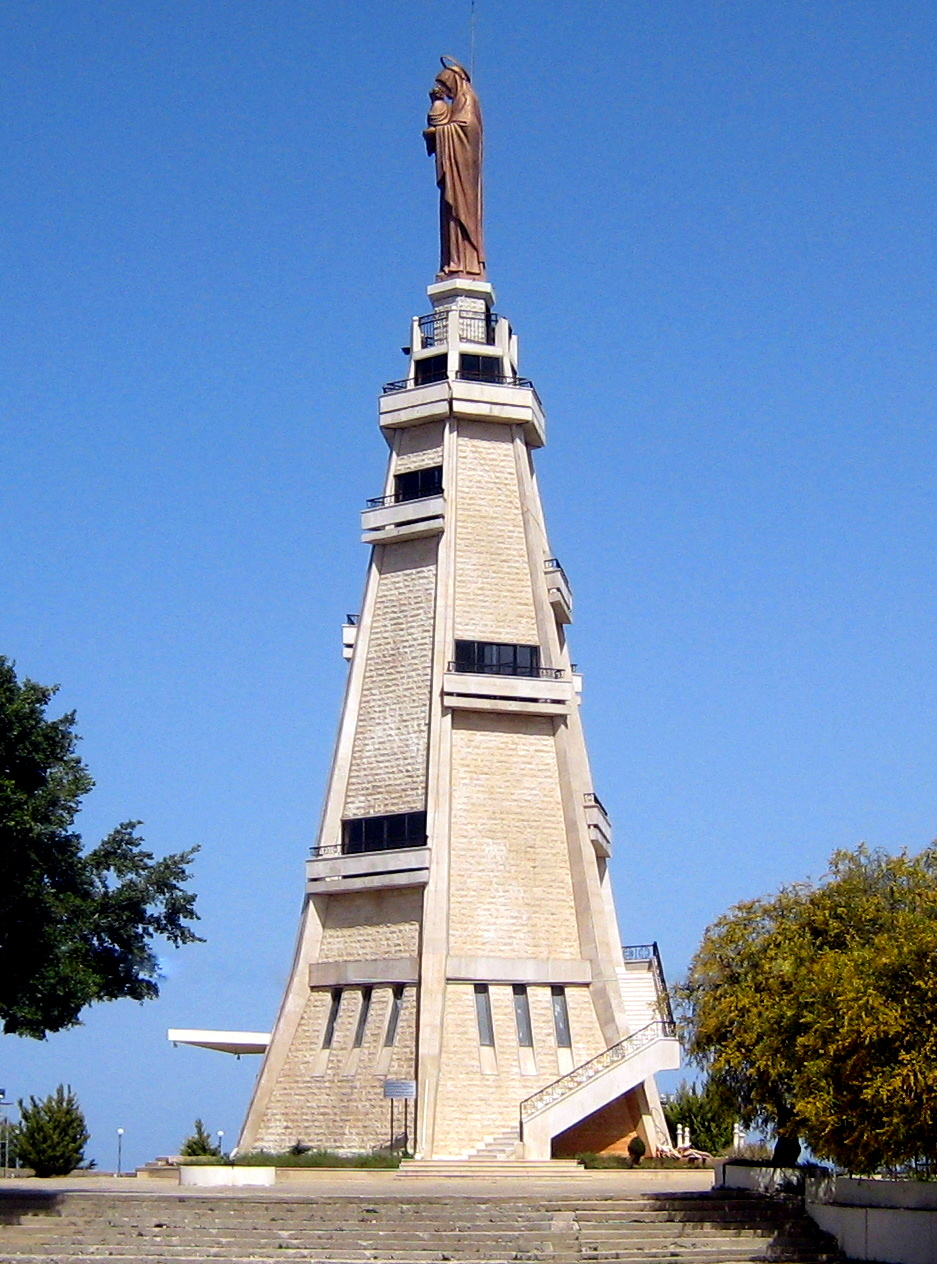
Kapelle bekrönt von der Statue Unserer Lieben Frau von Mantara in Maghduscha

Unsere Liebe Frau von Mantara ist ein Marienwallfahrtsort mit einem Gnadenbild Unserer Lieben Frau. Die Wallfahrtsstätte liegt in der Stadt Maghduscha im Libanon. Das Wahrzeichen des Ortes ist eine sechseckige Kapelle, zum Wallfahrtsort gehören auch eine Basilika und die sogenannte „heilige Höhle“.

## Legende und Entstehung
Der Ursprung der Verehrung des Gnadenbildes von Mantara wird auf eine Höhle zurückgeführt, in der sich Maria wartend aufgehalten haben soll, als ihr Sohn Jesus Christus in der Nähe von Tyros und Sidon predigte und dort ein Mädchen heilte ((Mt 15,21-28 )).

## Byzantinische Zeit
In der Zeit der Herrschaft Kaiser Konstantins ordnete seine Mutter Helena um 324 an, dass alle heidnischen Tempel und Götzen des Astartekults zerstört werden sollen. Zu dieser Zeit entdeckte man die Höhle, der zugeschrieben wurde, dass sich die Gottesmutter dort aufgehalten haben sollte. Helena bat den Bischof von Tyros, die Höhle zu segnen und in ihr eine kleine Kapelle zu errichten. Sie schenkte der christlichen Gemeinde eine Ikone der Muttergottes mit Kind, das spätere Gnadenbild. Diese wurde Unsere Liebe Frau von Mantara. Mantara stammt vom arabischen Wort matara ab, das „warten“ bedeutet. Saïdet-El Mantara bedeutet sinngemäß „Unsere Liebe wartende Frau“. Der Ort wurde über drei Jahrhunderte durch die byzantinischen Herrscher mit kaiserlichen Schätzen ausgestattet und finanziell unterstützt.

## Islamische Herrschaft
Die islamische Expansion, die 636 mit der Schlacht am Jarmuk einen ihrer Höhepunkte fand, führte dazu, dass das byzantinische Reich seinen Einfluss verlor. Die neuen Machthaber zeigten wenig Toleranz gegenüber den Christen und zerstörten in den Städten Tyros, Sidon, Beirut, Byblos und Tripoli viele christliche Stätten. Die Einwohner Maghduschas zogen sich auf den Berg-Libanon zurück, hatten aber vor ihrer Flucht die Höhle mit der Kapelle verschlossen. Den Höhleneingang versteckten sie unter Erde, Steinen und Pflanzen. Dadurch geriet Unsere Liebe Frau von Mantara in Vergessenheit.
Mit der Ankunft der Kreuzfahrer in Sidon siedelten sich zwischen dem 12. und 13. Jahrhundert auch einige Kreuzritter in unmittelbarer Nähe zu Maghduscha an. Ohne es zu ahnen, errichteten sie nur wenige Meter von dem Höhleneingang eine kleine Festung. Mit den Kreuzfahrern kehrten auch viele Menschen aus den Bergen in ihre angestammten Orte zurück.
Der regierende Emir Fakhreddin II. (1572–1635) war ein aufgeklärter Herrscher, er setzte Minister unterschiedlichen Glaubens ein. Für die Christen begann eine Renaissance. Die „heilige Höhle“ wurde am 8. September 1721 von einem jungen Hirten wiederentdeckt. Der Überlieferung nach wollte er eine Ziege retten, die in Steingeröll eingeklemmt war. Mit einem Seil, wollte er als Umlenkrolle einen Baum verwenden. Dabei löste sich der Baum von den Wurzeln und legte den Eingang der Höhle frei. Der Junge arbeitete sich weiter in die Grube hinein. Beim Betreten der Höhle sah er als erstes die von Kaiserin Helena gestiftete Ikone. Der Junge lief eilends ins Dorf und berichtete von seinem Fund.

## Entwicklung des Wallfahrtortes
Seit der Wiederentdeckung und Freilegung wurde die „heilige Höhle“ für die Öffentlichkeit zugänglich gemacht. Der Ort entwickelte sich zu einem Marienwallfahrtsort und das Hochfest der Unbefleckten Empfängnis wird jedes Jahr mit einem großen Fest begangen. An dem angrenzenden Hügel befindet sich heute ein Friedhof der melkitischen griechisch-katholischen Kirche. Die Wallfahrtsstätte steht heute unter der Verwaltung der melkitischen griechisch-katholischen Kirche. Der Bischof von der Erzeparchie Sidon ist gleichzeitig der Leiter des Wallfahrtzentrums und Hausherr der Basika von Maghduscha. Zu Beginn der 1960er Jahre wurde unter der Schirmherrschaft von  Bischof Basile Khoury eine sechseckige Kapelle, das heutige Wahrzeichen, errichtet, deren 28 Meter hohe Turmspitze eine Marienstatue ziert.

## Wunder von Maghduscha
Dem Gnadenbild Unserer Lieben Frau von Mantura werden mehrere Wunderheilungen zugeschrieben. In einer Broschüre von 1910, die von Bischof Basilo Haggiar von Sidon verfasst wurde, werden insgesamt 16 Wunder beschrieben. Bei der Hälfte der erwähnten Wunder wurde über Kinder und werdende Mütter berichtet. Saïdet-El Mantara wurde daraufhin auch zuweilen Unsere Liebe Frau von den Kindern genannt. Im bekanntestes Wunder wird über die Heilung einer blinden Frau berichtet.